# Étienne de Flacourt
Étienne de Flacourt (Orléans, bautizado el 21 de febrero de 1607- muerto en el mar el 10 de junio de 1660) fue un gobernador francés de Madagascar.

## Biografía

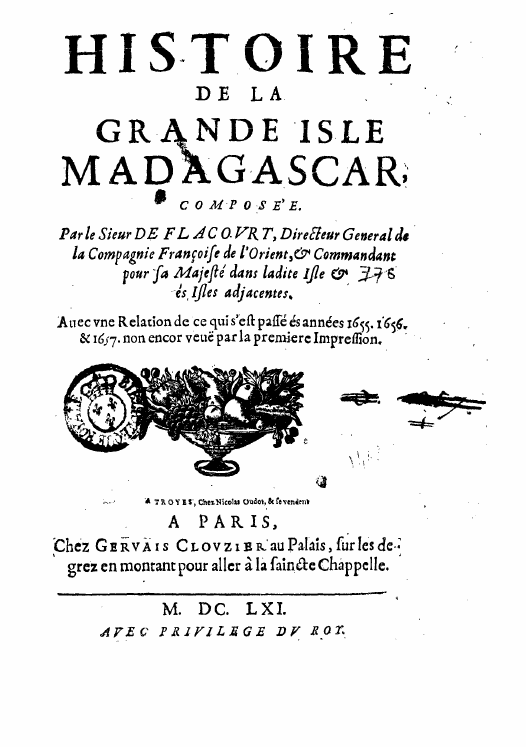
Obra principal de Flacourt

### Primeros años
Fue el sexto hijo del matrimonio entre Étienne de Flacourt, un comerciante burgués hugonote de Orleans, y Élisabeth de Loynes. Étienne tuvo una sólida educación que le permitió establecerse como boticario en París en 1635. En 1641, se casó con Marguerite Rousseau . El matrimonio no tuvo descendencia para la pareja e incluso fue un fracaso que pudo haber motivado a Étienne de Flacourt a abandonar París.
En 1642, Richelieu creó la Compañía Francesa Oriental Francesa. Entre los socios se encontraban dos parientes de Étienne; su tío, Julius de Loynes, secretario general de la marina, y su medio hermano, Pierre de Beausse.
En 1647, los accionistas de la compañía decidieron enviar a Étienne de Flacourt a la colonia de Port-Dauphin, en Madagascar, para examinar la desastrosa gestión del gobernador Jacques Pronis.

### Estancia en Madagacar
Fue nombrado gobernador de Madagascar por la Compañía Francesa de las Indias Orientales en 1648. Flacourt llegó a Fort-Dauphin en marzo de 1845 con veintiocho denuncias presentadas contra Pronis. Realizó durante más de un año una investigación y descubrió que éste se dedicaba al tráfico de esclavos, por lo que le obligó a abandonar su puesto. Flacourt restauró el orden entre los soldados franceses, que se habían amotinado, pero en su trato con los indígenas tuvo menos éxito.
Flacourt solicitó la repatriación de doce soldados amotinados que habían sido deportados en 1646 a la isla de Mascarin (hoy Reunión) y envió un barco para este propósito. Las descripciones de los exiliados a su vuelta y su vigor impresionaron a Flacourt, y lo animaron a considerar la colonización lo que hoy es la Reunión. Se piensa que ésta era la segunda vez que Francia tomaba posesión de la isla después de que lo hiciera el capitán Alonse Goubert once años antes. Los historiadores creen ahora que podría ser la tercera vez. 
Flacourt se encontró solo al frente de la colonia a mediados de 1650. Se produjo una gran revuelta de la población local en la que participaron quizás unas diez mil personas, contra las que Flacourt ordenó usar los cañones. Restableció el orden en Fort-Dauphin, pero durante casi seis años no recibió ningún apoyo de Francia y Flacourt comenzó a considerar su regreso a Francia.
Mientras tanto, exploró el sur de la isla. Su curiosidad le llevó a realizar estudios geográficos y etnológicos. Flacourt inició la construcción de un barco que se terminó en septiembre de 1652 y en diciembre del año siguiente, decidió abandonar Madagascar y regresar a Europa.Tuvo que hacer frente a una nueva revuelta y las intrigas de otros franceses que aspiraban al cargo de gobernador y no pudo abandonar Madagascar hasta febrero de 1655.

### Últimos años
A su regreso a Francia, Flacourt tuvo que hacer frente a numerosos problemas por las deudas contraídas y mantuvo pleitos judiciales con su esposa, que había permanecido en Francia y dado a luz dos hijos de cuya existencia Flacourt sólo se enteró a su regreso. 
En 1661 publicó Histoire de la grande isle de Madagascar y un catecismo en malgache.
Flacourt se embarcó hacia el Océano Índico en mayo de 1660 en Dieppe, pero su barco fue atacado frente a las costas de Lisboa por piratas berberiscos, que lo saquearon y luego lo volaron.

## En la Ciencia
Flacourtia, un género de plantas de las Salicáceas, fue nombrado en su honor.
Flacourt fue uno de los pocos, si no el único, en haber conocido el pájaro elefante de Madagascar cuando todavía existía.